# Валь-Соннетт
Валь-Соннетт (фр. Val-Sonnette) — муніципалітет у Франції, у регіоні Бургундія-Франш-Конте, департамент Жура. Валь-Соннетт утворено 1 січня 2017 року шляхом злиття муніципалітетів Бонно, Грюсс, Версія i Венсель. Адміністративним центром муніципалітету є Венсель. Населення — 1302 особи (01.01.2021).